# Kåtaselet
Kåtaselet är en sjö i Arjeplogs kommun i Lappland och ingår i Piteälvens huvudavrinningsområde. Sjön har en area på 0,481 kvadratkilometer och ligger 461,2 meter över havet. Kåtaselet ligger i Piteälven Natura 2000-område. Sjön avvattnas av vattendraget Piteälven.

## Delavrinningsområde
Kåtaselet ingår i det delavrinningsområde (740737-156532) som SMHI kallar för Utloppet av Kåtaselet. Medelhöjden är 477 meter över havet och ytan är 1,52 kvadratkilometer. Räknas de 96 avrinningsområdena uppströms in blir den ackumulerade arean 1 598,88 kvadratkilometer. Avrinningsområdets utflöde Piteälven mynnar i havet. Avrinningsområdet består mestadels av skog (59 procent) och öppen mark (10 procent). Avrinningsområdet har 0,48 kvadratkilometer vattenytor vilket ger det en sjöprocent på 31,4 procent.